# Berthe Cabra
Berthe Cabra   (Brussel·les, 27 de juny de 1864 - Berchem, 26 de gener de 1947) va ser una exploradora belga que va ser la primera dona europea que va recórrer l'Àfrica central d'est a oest entre 1905 i 1906.

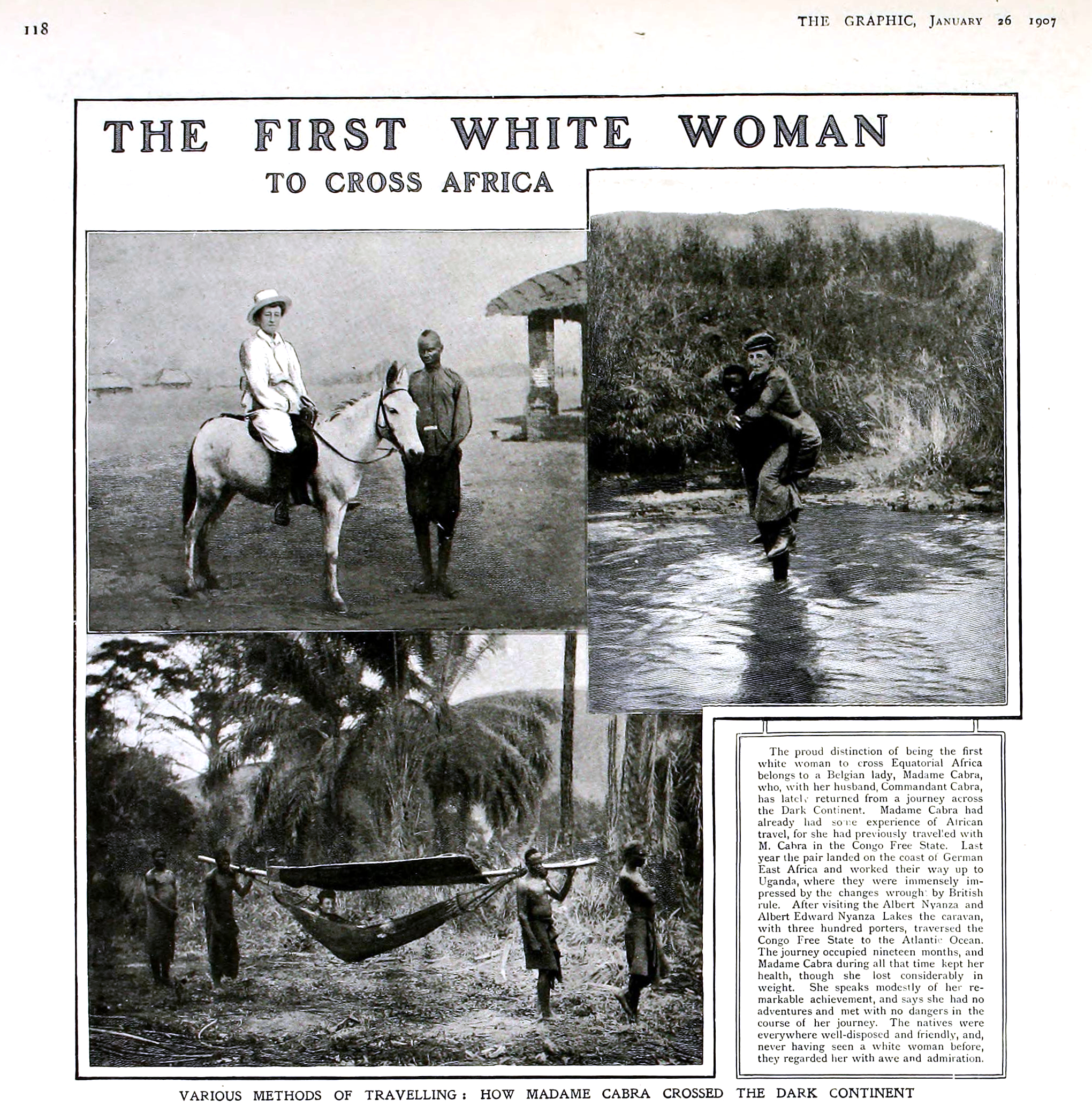
The Graphic (1907) va publicar un article sobre els viatges de Madame Cabra

Filla de Jean-Martin Gheude i d’Euphrosyne d’Alcantara de Contreras, Berthe Cabra va viatjar a l'Àfrica el 1906 amb el seu marit, el comandant Alphonse Cabra, de l'exèrcit belga, amb qui s'havia casat el 1901. Tenia l'objectiu de determinar el límit entre el Congo belga i les colònies franceses. Leopold II va permetre que Berthe acompanyés Alphonse i la parella va sortir de Brussel·les el 10 d'abril de 1905 per viatjar des de Nàpols a bord del Margraff fins a arribar a Mombasa, a l'Àfrica Oriental. Van utilitzar la línia de ferrocarril i van travessar el llac Victòria amb la SS Sybil. Després es van traslladar al peu de les cascades Stanley i van baixar pel riu Congo fins a Matadi i finalment van arribar a Boma, l'octubre de 1906.
Els artefactes recollits durant el viatge formen part del Museu Reial d'Àfrica Central a Tervuren. El viatge va donar fama a Cabra, que va esdevenir una figura destacada als diaris. La parella es va establir a Berchem.
Berthe Cabra va rebre diversos reconeixements, com el de Cavaller de l’Orde de la Corona el 1925, el Cavaller de l’Orde de Leopold el 1926 i la medalla commemorativa del Congo el 1929. El 1932 va fundar una beca de 50.000 francs a la Universitat Colonial d’Anvers.